# Левицький Володимир Богданович
Володи́мир Богда́нович Леви́цький (31 липня 1990, с. Більче-Золоте, Тернопільська область — 9 липня 2022, м. Часів Яр, Донецька область) — український військовослужбовець, старший солдат Збройних сил України, учасник російсько-української війни. Кавалер ордена «За мужність» III ступеня (2023, посмертно). Почесний громадянин Тернопільської області (2024, посмертно).

## Життєпис
Володимир Левицький народився 31 липня 1990 року в селі Більче-Золоте, нині Більче-Золотецької громади Чортківського району Тернопільської области України.
Учасник АТО/ООС.
З початком повномасштабного російського вторгнення пішов у військкомат і його мобілізували. Загинув 9 липня 2022 року під час виконання бойового завдання в м. Часів Яр на Донеччині.

## Нагороди
- Орден «За мужність» III ступеня (9 січня 2023, посмертно) — за особисту мужність і самовідданість, виявлені у захисті державного суверенітету та територіальної цілісності України, вірність військовій присязі[1];
- почесний громадянин Тернопільської області (2024, посмертно)[2].